# 玻-2
玻-2（ПО-2），初期称烏-2（У-2），是苏联玻利卡爾波夫设计局设计的的一种多用途双翼機，苏联称之为“玉米”（俄語：Кукурузник，来自俄语中“玉米（кукуруза）”一词），北约代号为“骡”（英語：Mule）。 
该机结构简单，性能可靠，可作为多种用途，如农用机、运输机、轰炸机、侦察机等。该机是历史上产量第三多的飞机，也是產量最多的雙翼機，总产量达40,000架以上。

## 研制
1920年代後期，烏-1教練機（即Avro 504戰鬥機教練（K）型，為一戰時英國皇家空軍主力機型之一，售與帝俄並被革命後的新政府接收，未經授權下自行仿制）開始過時。蘇聯尋求新設計時，蘇聯的設計師玻利卡爾波夫的設計中標，被命名為烏-2(U-2)型教練機。
雖然本機外觀和一戰時的飛機(如Avro 504等)相似，但實際上使用的是較新的星形發動機，而非一戰時期飛機使用的轉缸發動機（轉缸發動機是最早大量使用的的空用內燃機，特點是汽缸本體而不是活塞轉動，所以在冷卻上很易解決而且十分輕巧，但造成耗油和廢氣很嚴重，最重要的是因缸體轉動而會難以控制飛行姿勢。），所以本機的粍油量和污染遠較前輩為低。

## 外觀與佈局
该机的外觀跟一次大戰的戰鬥機相似，為一帆布和松木結構的雙翼機，輔助張線（鋼索）保持翼形穩定，通常是雙座的教練機，也有單座(如特技飛行型)，或四至五座型(運送傷員或特種部隊的救護機或特種聯絡機)，使用開放式座艙和後三點固定起落架，由機頭一台暴露的氣冷發動機，起動一副複葉式木制固定螺旋槳飛行。

## 使用
该机最大特點是安全：不能進入螺旋狀態，而且一旦偶然進入也會自動強制解除，適合充當初級軍用或民用教練機，成為廣大飛行員的搖籃。但在三十年代中後期已經是單翼戰鬥機的時代，後來蘇聯空軍主力改用了烏特-2型單翼教練機，本機多轉作為民用教練機或雜務機。

### 二战
在蘇德戰爭時期，本機雖然不足以擊落敵機，但發覺這類機型有某些特點適用於主力機型不方便的任務：
其起降距離很短，所以可和敵後遊擊隊保持聯絡；巡航速度極低，即使是本來就適應低速的螺旋槳的德國單翼戰鬥機，如Bf 109或Fw 190仍然很難攻擊本機，故可作為戰術偵察機或目標觀測機；可以保持極低高度（雷達盲區）飛行，而其帆布和木制機體在雷達探測的截面很小，兩者都使本機不易被雷達發現，故適合於特種作戰；加裝了消音器後噪音極低，可以在夜間奇襲敵人。
故大量本機和伊-15戰鬥機被重新徵召入伍作戰，還為了戰爭需要而生產了專用的攻擊機改型，稱為烏-2BC偵察攻擊機，作為軍用機甚至使用到韓戰結束。

### 韓戰
韓戰期间，中朝联军使用波-2飞机频频对联合国军一方的机场进行夜袭。由于该机飞行速度较慢，加之采用超低空飞行，使得联合国军的防空部队和夜间战斗机难以跟踪。如1951年6月17日，中朝空军联合司令部派出2架玻-2型飞机，携挂50千克航空炸弹，对三八线以南近200公里的水原机场进行攻击。中朝联军方面宣布炸毁F-86战斗机1架，炸伤8架。

### 改名和停產
在1944年設計者玻利卡爾波夫去世，為了纪念他而廠方按蘇聯新的飛機命名法，本機後期型稱為玻-2（Po-2）。
在戰後，本機授權其他社會主義國家生產，和向非社會主義友好國家發售。雖然本機是雙翼機的佼佼者，但到底由木材和帆布構成的機體是較難保養，而且直升機比本機更適合其在二戰和韓戰時的特種作戰角色，所以在五十年代各國都停產了本機。

## 衍生型号
- 乌-2（U-2）：基本型，作为初级教练机大量生产。包括民用和军用的衍生型号，有轻型运输型、多用途型、侦察型和训练型。采用一台75千瓦的M-11活塞发动机，后期型号采用111千瓦的M-11改进型号。起落架有固定式、浮筒和雪橇等。
- 乌-2A（U-2A）：双座农用机，采用一台86千瓦（115马力）的M-11K星型活塞发动机。1944年后改称为玻-2A。
- 乌-2AO（U-2AO）：双座农用机。
- 乌-2AP（U-2AP）：农用机，后部座舱拆除，安装一个能容纳200-250千克（441-551磅）农药的载箱。1930-1940年间共制造了1,235架
- 乌-2G（U-2G）：试验机，完全用操作杆控制，仅制造一架。
- 乌-2KL（U-2KL）：后部座舱拆除安装设备，制造两架。
- 乌-2LSh（U-2LSh）：双座近距对地攻击机。后部座舱安装一挺7.62毫米机枪，可携带120千克炸弹或4枚RS-82航空火箭弹。又称为乌-2VOM-1（U-2VOM-1）。
- 乌-2LPL（U-2LPL）：试验机。

## 服役记录
阿尔巴尼亚

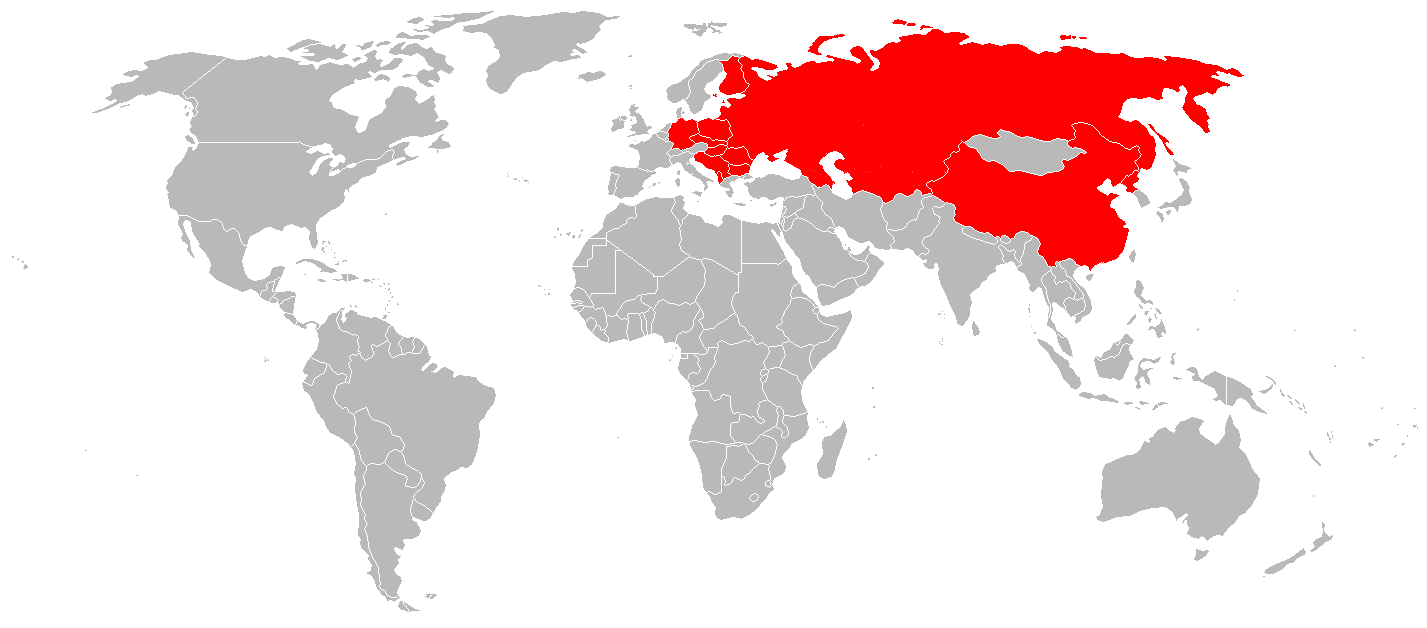
玻-2飞机使用国

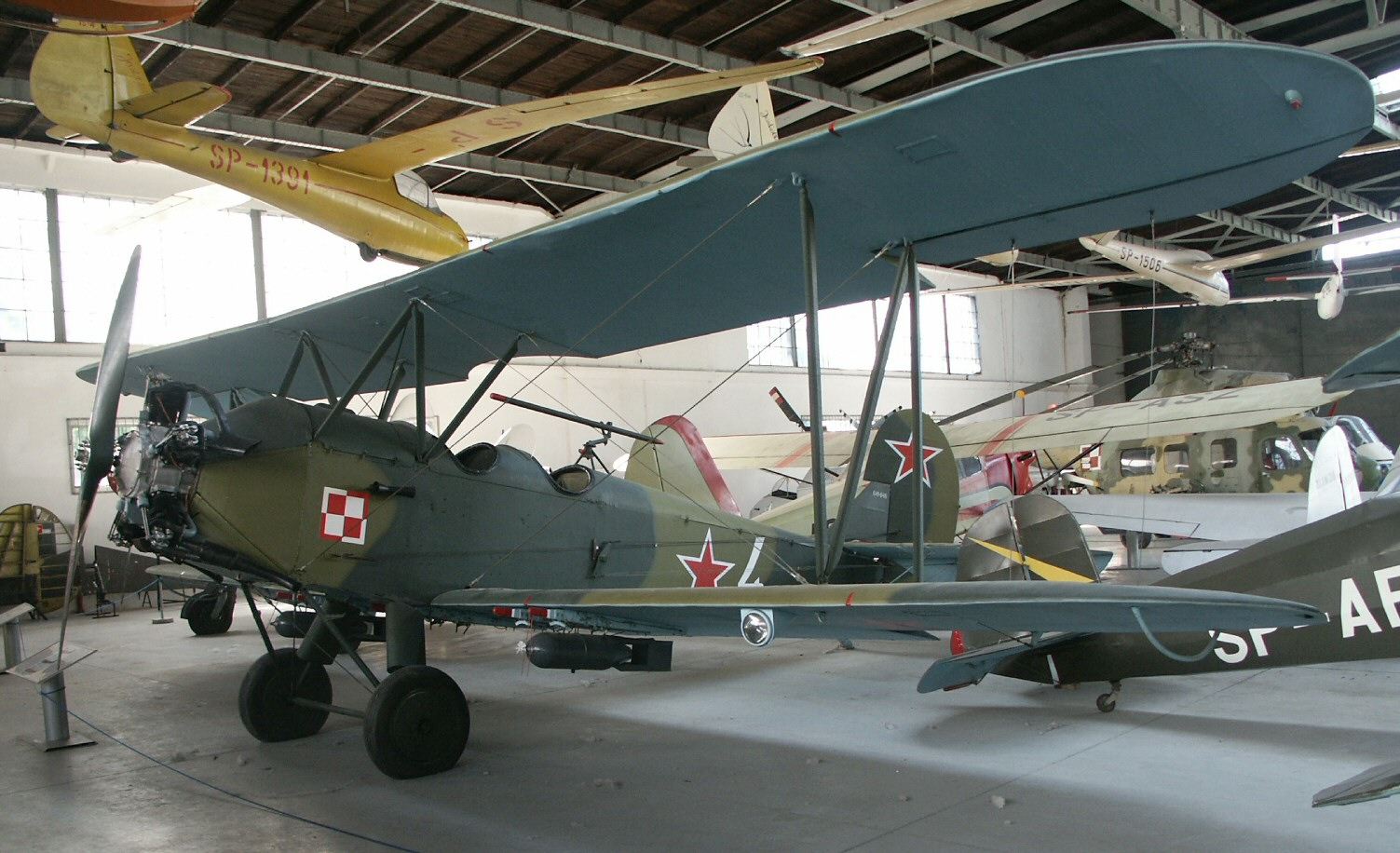
波兰第2夜间轰炸机团的U-2LNB夜间攻击机（波兰航空博物馆）

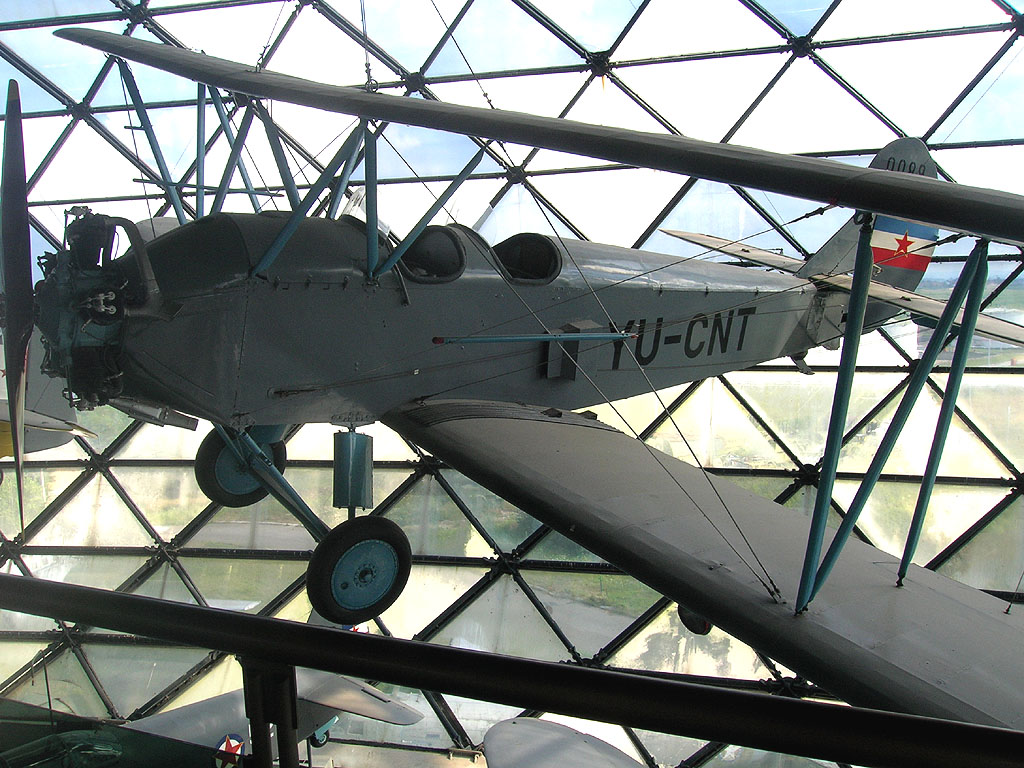
南斯拉夫空军的玻-2飞机（贝尔格莱德航空博物馆），塞尔维亚

- 阿尔巴尼亚空军 - 1951年接收了四架，服役至1964年。[4]

 保加利亚
- 保加利亚空军 - 在1949-1969年间有10架玻-2飞机[5]
- 民用航空

 中华人民共和国
- 中国人民解放军空军 1951年，进口了21架用于训练飞行；民航用作灭蝗等农业作业；后又转作体育运动飞机。1959年，最后9架从空军退役。

 捷克斯洛伐克
- 捷克斯洛伐克空军 - 编号为K-62。
- 捷克航空

 芬兰
- 芬兰空军 - 四架缴获的玻-2。

 法國
- 自由法国空军 - Po-2s在“诺曼底－涅门”团服役。

 德国
- 德意志国防军 - 若干架缴获

 东德
- 东德空军

 匈牙利
- 匈牙利空军
- 匈牙利体育局 - 在1956年匈牙利革命前有几架玻-2飞机

 蒙古国
- 蒙古民用航空运输
- 蒙古人民空军

- 朝鲜空军

 波蘭
- 波兰空军
- LOT波兰航空 - 5架玻-2于1945-1946年间使用，20架CSS-13于1953-1956年间用于空中喷洒农药[6]
- 波兰航空俱乐部
- 波兰空中救护服务中心

 羅馬尼亞
- 罗马尼亚空军

 苏联
- 苏联空军
- 俄罗斯航空
- 三军志愿协会

 土耳其
- 土耳其空军 - 1933年，苏联为庆祝土耳其共和国建国10周年，向土耳其赠送了两架U-2s。

 南斯拉夫南斯拉夫空军
- 第4轰炸机师
  - 第41轰炸机团 - 驻地萨拉热窝
  - 第42轰炸机团 - 驻地萨拉热窝
- 独立作战单位
  - 侦察团 - 驻地萨拉热窝
  - 第1运输团 - 驻地贝尔格莱德

## 性能参数（乌-2）

玻-2

基本信息
- 机组：1，驾驶员
- 容量：1，乘客/学员

性能
武器

（仅乌-2VS/LNB）
- 1 × 7.62毫米（0.30英寸）机枪
- 6 × 50千克（110磅）炸弹